# نیزه سه‌شاخه (فیلم)
نیزهٔ سه شاخه (به هندی: Trishul) فیلمی محصول سال ۱۹۷۸ و به کارگردانی یاش چوپرا است. در این فیلم بازیگرانی همچون سانجیو کومار، آمیتاب باچان، شاشی کاپور، راکهی گولزار، هما مالینی، پونام دیلون، ساچین، وحیده رحمان، پریم چوپرا، افتخار ایفای نقش کرده‌اند.

## خلاصه داستان
«راجکومار گوپتا» که از طبقه ثروتمند است، عشقش «شانتی» را برای ازدواج با دختری دیگر رها می‌کند. شانتی در شب عروسی به راجکومار می‌گوید که از او باردار است. شانتی پسری بنام «ویجی» بدنیا می‌آورد. سالها می‌گذرد و اکنون که ویجی بزرگ شده تصمیم می‌گیرد با ورود به شرکت و بیزینس پدرش انتقام سختی از او بگیرد و…

## بازیگران
- آمیتاب باچان در نقش ویجی کومار
- سانجیو کومار در نقش راجکومار گوپتا
- شاشی کاپور در نقش شکر گوپتا
- هما مالینی در نقش شیتل ورما
- پونام دیلون در نقش کاسوم گوپتا
- راکهی گولزار در نقش گیتا
- وحیده رحمان در نقش شانتی
- پرم چوپرا در نقش بالوانت رای